# Brydekirk
Brydekirk, schottisch-gälisch: Cille Bhrìghde, ist eine Ortschaft in der schottischen Council Area Dumfries and Galloway. Sie liegt im Distrikt Annandale der traditionellen Grafschaft Dumfriesshire rund drei Kilometer nordwestlich von Annan am rechten Ufer des Annan.

## Geschichte
Die Geschichte von Brydekirk ist verknüpft mit dem Clan Maxwell. Dieser gelangte in Besitz der umgebenden Ländereien von Hoddom und ließ im 16. Jahrhundert dort einen Wehrturm errichten. Dieser bildete die Keimzelle des späteren Hoddom Castle. Mit dem Repentance Tower ließ John Maxwell, 6. Lord Herries of Terregles in den 1560er Jahren einen weiteren Turm unweit der Burg erbauen.
Möglicherweise wurde bereits im 8. Jahrhundert eine Kirche bei Brydekirk errichtet. Spätestens seit 1218 ist der Kirchenstandort jedoch gesichert. Die heutige Pfarrkirche stammt aus dem 19. Jahrhundert.
In den 1880er Jahren besaß Brydekirk eine Schule. Heute ist die Ortschaft mit der Brydekirk Primary School Standort einer Grundschule.

## Verkehr
Brydekirk ist über eine Nebenstraße der B723 erreichbar. Im Süden bindet sie die Ortschaft an die A75 (Stranraer–Gretna Green) an. Während im Norden innerhalb weniger Kilometer die A74(M) (Glasgow–Gretna) erreichbar ist.
1765 wurde nordwestlich von Brydekirk mit der Hoddom Bridge eine Querung des Annan geschaffen. In den 1810er Jahren entstand am Ostrand der Ortschaft mit der Brydekirk Bridge eine zweite Querung. Sie ist heute von nur geringer infrastruktureller Bedeutung.